# Björn Alberts
Björn Alberts (Geleen, 3 augustus 1978) is een Nederlands voormalige handbaldoelman.

## Biografie
Alberts werd ontdekt in 1997 tijdens de Quirinus Cup in Duitsland. Al snel speelde hij op hoog niveau bij het Duitse TSV Bayer Dormagen. Vervolgens één jaar HC Empor Rostock om aansluitend een seizoen de kleuren van BFC te verdedigen. Van 2001 tot 2007 kwam hij uit voor Sittardia. Ten tijde van het 'ontstaan' van Limburg Lions vertrok hij voor vijf jaar naar het Belgische Neerpelt. De laatste acht seizoenen was hij actief voor Achilles Bocholt.
In november 2022 keerde Alberts tijdelijk terug op het handbalveld bij het Waalse KTSV Eupen in de BENE-League. Na vijf wedstrijden stopte Alberts bij Eupen.
Tevens kwam Alberts uit voor het nationaal team.